# Беляева-Экземплярская, София Николаевна
София (Софья) Николаевна Беляева-Экземплярская (1895—1973) — русский и советский музыковед и учёный-психолог, специалист в области психологии музыки, кандидат педагогических наук.

## Биография
Родилась 12 мая (24 мая по новому стилю) 1895 года в Петербурге.
После получения начального образования в Петербурге, продолжила своё обучение в Москве. В 1915 году окончила историко-филологический факультет Московских высших женских курсов Герье. Одновременно училась по классу фортепиано в музыкальном училище Андреева. Её кандидатское сочинение стало первым в России монографическим исследованием психолого-педагогических взглядов Альфреда Бинэ.
С 1916 года вела исследовательскую работу по общей психологии и психологии музыки в Психологическом институте, где под руководством Г. И. Челпанова трудилась в области исследования проблем общей и музыкальной психологии. В 1917 году была принята на кафедру философии при Высших женских курсах. Затем София Николаевна перешла на работу в Государственную академию художественных наук, действительным членом которой являлась с 1923 по 1930 год. В академии она возглавляла музыкальную секцию и вела исследования в Психофизической лаборатории. Одновременно в этот период занималась исследованиями в Государственном институте музыкальной науки и читала лекции в Архитектурно-строительном институте (позже был преобразован в Московский архитектурный институт).
В 1932—1935 годах Беляева-Экземплярская — научный сотрудник акустической лаборатории при Московской консерватории, занималась исследованием вопросов теории и психологии музыки. В 1935 году была репрессирована по статье «антисоветская агитация» и осуждена на пять лет лагерей. После освобождения вместе со своим мужем — Владимиром Экземплярским преподавала в Челябинском педагогическом институте (ныне Южно-Уральский государственный гуманитарно-педагогический университет), став доцентом кафедры психологии.
В 1943 году С. Н. Беляева-Экземплярская защитила кандидатскую диссертацию не тему «Психология восприятия музыки». В 1952 году подготовила докторскую диссертацию на тему «Эмоциональная сторона музыкального восприятия», но не была допущена к защите. «За отсутствием состава преступления» была реабилитирована в 1956 году, вернулась в Москву и с 1957 года снова работала в Психологическом институте.
Основные работы Софии Николаевны Беляевой-Экземплярской были посвящены изучению музыкального восприятия во взаимосвязи с закономерностями музыкального языка, личностно-возрастными и социально-психологическими особенностями музыкального развития слушателей. Стала автором ряда научных работ; основные труды: «О психологии восприятия музыки» (1923), «Музыкальное восприятие в дошкольном возрасте» (1926), «Восприятие мелодического движения» / «Структура мелодии» (1929), «Заметки о психологии восприятия времени в музыке» / «Проблемы музыкального мышления» (1974).
Умерла в 1973 году.
В РГАЛИ хранятся документы, относящиеся к С. Н. Беляевой-Экземплярской.